# Дримна

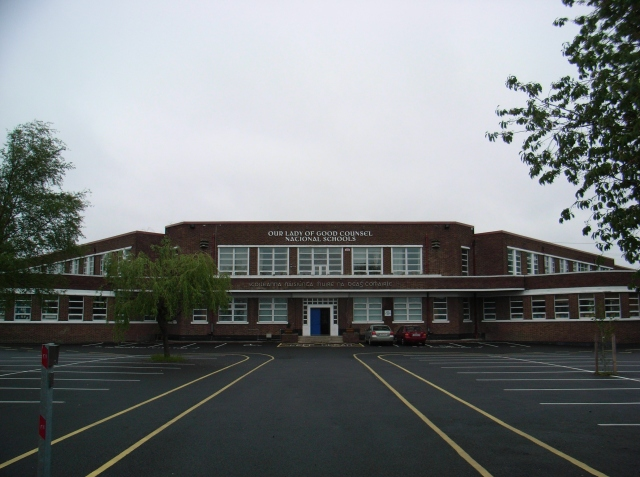
Школа

Дримна (англ. Drimnagh; ирл. Droimeanach) — городской район Дублина в Ирландии, находится в административном графстве Дублин (провинция Ленстер). Почтовый район Дублин 12.